# Čatamski zovoj
Čatamski zovoj (lat. Pterodroma magentae) je morska ptica iz porodice zovoja. 
Srednje je veličine. Duga je 38 cm, a teška 400-600 grama. Leđa i krila su smećkastosiva. Donja strana krila je smeđa, a trbuh je bijel. Kljun je crne boje. Noge su ružičaste.
Glavna prijetnja su joj uvedeni grabežljivi sisavci, posebno mačke i štakori.

## Vanjske poveznice
|  | Zajednički poslužitelj ima još gradiva o temi Pterodroma magentae |
|  | Wikivrste imaju podatke o taksonu Pterodroma magentae             |